# Snowglobe
Snowglobe is een televisiefilm uit 2007 onder regie van Ron Lagomarsino.

## Verhaal
Angela's leven is een puinhoop. Haar appartement staat in hetzelfde gebouw als die van haar ouders, waardoor vrijheid haar niet gegund is. Elke beslissing die ze neemt en elke stap die ze zet wordt bekritiseerd door haar ouders. Haar moeder heeft controle over haar leven, ze heeft zelfs alles te zeggen over het liefdesleven van haar dochter. Wanneer ze ontdekt dat er leven zit in de sneeuwbol, waarin alles perfect lijkt te zijn, besluit ze er zelf ook heen te transporteren. Echter, al snel leert ze dat een aanwezige perfectie ook niet alles is.

## Rolverdeling
- Christina Milian - Angela
- Matt Keeslar - Douglas
- Josh Cooke - Eddie
- Lorraine Bracco - Rose
- Ron Canada - Antonio
- Luciana Carro - Gina
- Erin Kapluk - Claire